# Équipe de Nouvelle-Zélande de football à la Coupe des confédérations 2003
L'équipe de Nouvelle-Zélande de football participe à sa 2e Coupe des confédérations lors de l'édition 2003 qui se tient en France du 18 juin 2003 au 29 juin 2003. Elle se rend à la compétition en tant que vainqueur de la Coupe d'Océanie.

## Résultats

### Phase de groupe
|   | Équipe           | Pts | J | G | N | P | BP | BC | Diff |
| - | ---------------- | --- | - | - | - | - | -- | -- | ---- |
| 1 | France           | 9   | 3 | 3 | 0 | 0 | 8  | 1  | +7   |
| 2 | Colombie         | 6   | 3 | 2 | 0 | 1 | 4  | 2  | +2   |
| 3 | Japon            | 3   | 3 | 1 | 0 | 2 | 4  | 3  | +1   |
| 4 | Nouvelle-Zélande | 0   | 3 | 0 | 0 | 3 | 1  | 11 | -10  |

| 18 juin 2003 | Japon    | 3 | 0 | Nouvelle-Zélande |
| 20 juin 2003 | Colombie | 3 | 1 | Nouvelle-Zélande |
| 22 juin 2003 | France   | 5 | 0 | Nouvelle-Zélande |

| 18 juin 2003 18:00        | Nouvelle-Zélande | 0 - 3 | Japon                          | Stade de France, Saint-Denis                  |                                               |
| Historique des rencontres |                  |       | Nakamura 12e, 75e · Nakata 65e | Spectateurs : 36 038 Arbitrage : Coffi Codjia | Spectateurs : 36 038 Arbitrage : Coffi Codjia |
| Historique des rencontres | (Rapport)        |       |                                | Spectateurs : 36 038 Arbitrage : Coffi Codjia | Spectateurs : 36 038 Arbitrage : Coffi Codjia |

| 20 juin 2003 19:00        | Colombie                              | 3 - 1 | Nouvelle-Zélande | Stade Gerland, Lyon                            |                                                |
| Historique des rencontres | López 58e · Yepes 75e · Hernández 85e |       | de Gregorio 27e  | Spectateurs : 22 811 Arbitrage : Carlos Batres | Spectateurs : 22 811 Arbitrage : Carlos Batres |
| Historique des rencontres | (Rapport)                             |       |                  | Spectateurs : 22 811 Arbitrage : Carlos Batres | Spectateurs : 22 811 Arbitrage : Carlos Batres |

| 22 juin 2003 21:00        | France                                                       | 5 - 0 | Nouvelle-Zélande | Stade de France, Saint-Denis                   |                                                |
| Historique des rencontres | Kapo 17e · Henry 20e · Cissé 71e · Giuly 90+1e · Pirès 90+3e |       |                  | Spectateurs : 36 842 Arbitrage : Masoud Moradi | Spectateurs : 36 842 Arbitrage : Masoud Moradi |
| Historique des rencontres | (Rapport)                                                    |       |                  | Spectateurs : 36 842 Arbitrage : Masoud Moradi | Spectateurs : 36 842 Arbitrage : Masoud Moradi |

## Effectif
Sélectionneur :  Mick Waitt
| No. | Pos.      | Joueur                 | Date de naissance et âge | Sélec. | Club                |
| --- | --------- | ---------------------- | ------------------------ | ------ | ------------------- |
| 1   | Gardien   | Jason Batty            | 23 mars 1971             |        | Caversham AFC       |
| 2   | Défenseur | Duncan Oughton         | 14 juin 1977             |        | Columbus Crew       |
| 3   | Défenseur | Dave Mulligan          | 24 mars 1982             |        | Barnsley            |
| 4   | Défenseur | Chris Zoricich         | 3 mai 1969               |        | Newcastle United    |
| 5   | Défenseur | Danny Hay              | 15 mai 1975              |        | Walsall             |
| 6   | Défenseur | Gavin Wilkinson        | 5 novembre 1973          |        | Portland Timbers    |
| 7   | Milieu    | Ivan Vicelich          | 3 septembre 1976         |        | Roda JC             |
| 8   | Milieu    | Aaran Lines            | 27 décembre 1976         |        | Ruch Chorzów        |
| 9   | Milieu    | Mark Burton            | 18 mai 1974              |        | Football Kingz      |
| 10  | Milieu    | Chris Jackson          | 18 juillet 1970          |        | Football Kingz      |
| 11  | Attaquant | Chris Killen           | 8 octobre 1981           |        | Oldham Athletic     |
| 12  | Gardien   | Michael Utting         | 26 mai 1970              |        | Football Kingz      |
| 13  | Attaquant | Christian Bouckenooghe | 7 février 1977           |        | KSK Renaix          |
| 14  | Défenseur | Ryan Nelsen            | 18 octobre 1977          |        | D.C. United         |
| 15  | Attaquant | Shane Smeltz           | 29 septembre 1981        |        | Adélaïde City       |
| 16  | Attaquant | Vaughan Coveny         | 13 décembre 1971         |        | South Melbourne     |
| 17  | Milieu    | Raffaele de Gregorio   | 20 mai 1977              |        | Football Kingz      |
| 18  | Défenseur | Scott Smith            | 6 mars 1975              |        | Kingstonian FC      |
| 19  | Milieu    | Simon Elliott          | 10 juin 1974             |        | Los Angeles Galaxy  |
| 20  | Défenseur | Gerard Davis           | 25 septembre 1977        |        | sans club           |
| 21  | Milieu    | Noah Hickey            | 9 juin 1978              |        | Tampere United      |
| 22  | Milieu    | Michael Wilson         | 25 novembre 1980         |        | Stanford University |
| 23  | Gardien   | Mark Paston            | 13 décembre 1976         |        | Napier City Rovers  |

## Navigation